# Geitir Lýtingsson
Geitir Lýtingsson (n. 935) fue un caudillo vikingo, goði de Krossavík, Vopnafjörður, Norður-Múlasýsla en Islandia.
Es uno de los personajes de la Saga de Vápnfirðinga, y de la saga de Njál; también se le cita en la saga de Laxdœla, y la saga de Hrafnkell.
Geitir se vio envuelto en una grave disputa con otro caudillo, Brodd-Helgi de Hof, que también era su cuñado (su hermana Halla era esposa de Brodd-Helgi) y ambos iniciaron un proceso de busca de alianzas con bóndis locales (vinfengi), manteniendo la fidelidad de los que ya permanecían bajo su influencia y buscando nuevos aliados, necesarios para influir en las decisiones del Althing.
En contraste con su oponente, Geitir no es un guerrero. La saga le cita como «un hombre de gran sabiduría», un aspecto que Brodd-Helgi reconoce y que le supera; por esa misma razón recurre a la violencia.
La moderación le aventaja frente a los problemas a resolver, pues los afronta con cautela y conduce a la destrucción de su adversario sin perder ni un ápice de su poder. Aunque en apariencia Brodd-Helgi casi le destruye, Geitir mantiene intactas las alianzas con los bóndis más afines y honestos. La espiral de violencia y obsesión de Brodd-Helgi provoca que los presuntos candidatos le vean más como una amenaza que no un firme aliado, sobre todo tras el apoyo final de un tercer y poderoso goði a Geitir, Gudmundur Eyjólfsson.
Geitir se casó en 969 con Hallkátla Þiðrandadóttir (n. 940), hija de Þiðrandi Ketilsson, y de esa relación tuvieron dos hijos Þiðrandi (n. 970) y Þorkell Geitirsson.
Bjarni Brodd-Helgason mató a Geitir en venganza por la muerte de su padre y mantuvo el conflicto vivo con su primo Þorkell Geitirsson.